# Bessie Ellen
La Bessie Ellen est un ancien ketch britannique construit sur un chantier naval de Plymouth au Royaume-Uni. Ce voilier-cargo est un des derniers exemplaires qui naviguent encore.
Il est classé bateau historique par le National Historic Ships UK.

## Histoire
Le Bessie-Ellen, lancé le 1907, fit du cabotage à voile autour du Royaume-Uni et sur les côtes européennes jusqu'en 1930. 
Avec le déclin de la marine marchande à voile, il fut équipé d'un moteur pour continuer le cabotage sous le nom de Forsøgel au Danemark. Il a été mis à la retraite en 1971.
En 2000 il a été racheté et son nouveau propriétaire s'est lancé dans un long processus de restauration. Désormais équipé de 12 cabines ce voilier-charter propose des croisières et participe à de nombreux rassemblements maritimes.
Il était présent aux Tonnerres de Brest 2012.
C'est aussi, depuis peu, un transporteur de marchandise, pouvant emmener jusqu'à 50 tonnes de fret dans sa cale. 
C'est le second navire exploité par la société Fair Transport qui relance le transport maritime à la voile avec un label de transport propre à la voile. Cette société affrète aussi le brigantin néerlandais Tres Hombres.